# Danau (Pelepat Ilir)
Danau is een bestuurslaag in het regentschap Bungo van de provincie Jambi, Indonesië. Danau telt 2899 inwoners (volkstelling 2010).